# Marija Paleolog (gospa)
Marija Paleolog (Μαρία Παλαιολογίνα) bila je bizantska plemkinja, izvanbračna kći cara Bizanta Mihaela VIII. Paleologa i njegove nepoznate konkubine.
Njezina je baka bila Teodora Anđelina Paleolog, a djed joj je bio Andronik Paleolog (megas domestikos). 
Bila je polusestra cara Andronika II. Paleologa, Irene, Eudokije i Teodora te sestra Eufrozine, koja se udala za Nogai-kana. 
Marija je bila odabrana za ženu Hulagu-kana, koji je bio budist. Na svom putu prema budućem mužu, Marija je napustila Carigrad 1265., a pratio ju je opat Theodosius de Villehardouin. Međutim, Marija je u Kayseriju doznala da je Hulagu umro te se udala za njegova sina Abaga-kana.
Bila je dosta utjecajna žena tijekom muževljeve vladavine te bila vrlo pobožna. Kod Mongola je znana kao Despina Khatun (Δέσποινα). 
Neki od Mongola u njezino vrijeme bili su kršćani. Ipak, Marijin je muž bio sljedbenik boga Tengrija, vrhovnog mongolskog božanstva, a nakon što je umro, naslijedio ga je brat Ahmad Tekuder, musliman. Marija je živjela u Iranu te je ostala s Mongolima. Hulaguov je unuk Baidu često dolazio k Mariji jer se zanimao za kršćanstvo.
Marija je poslije postala redovnica te je uzela ime Melanija.